# Corrida do Queijo

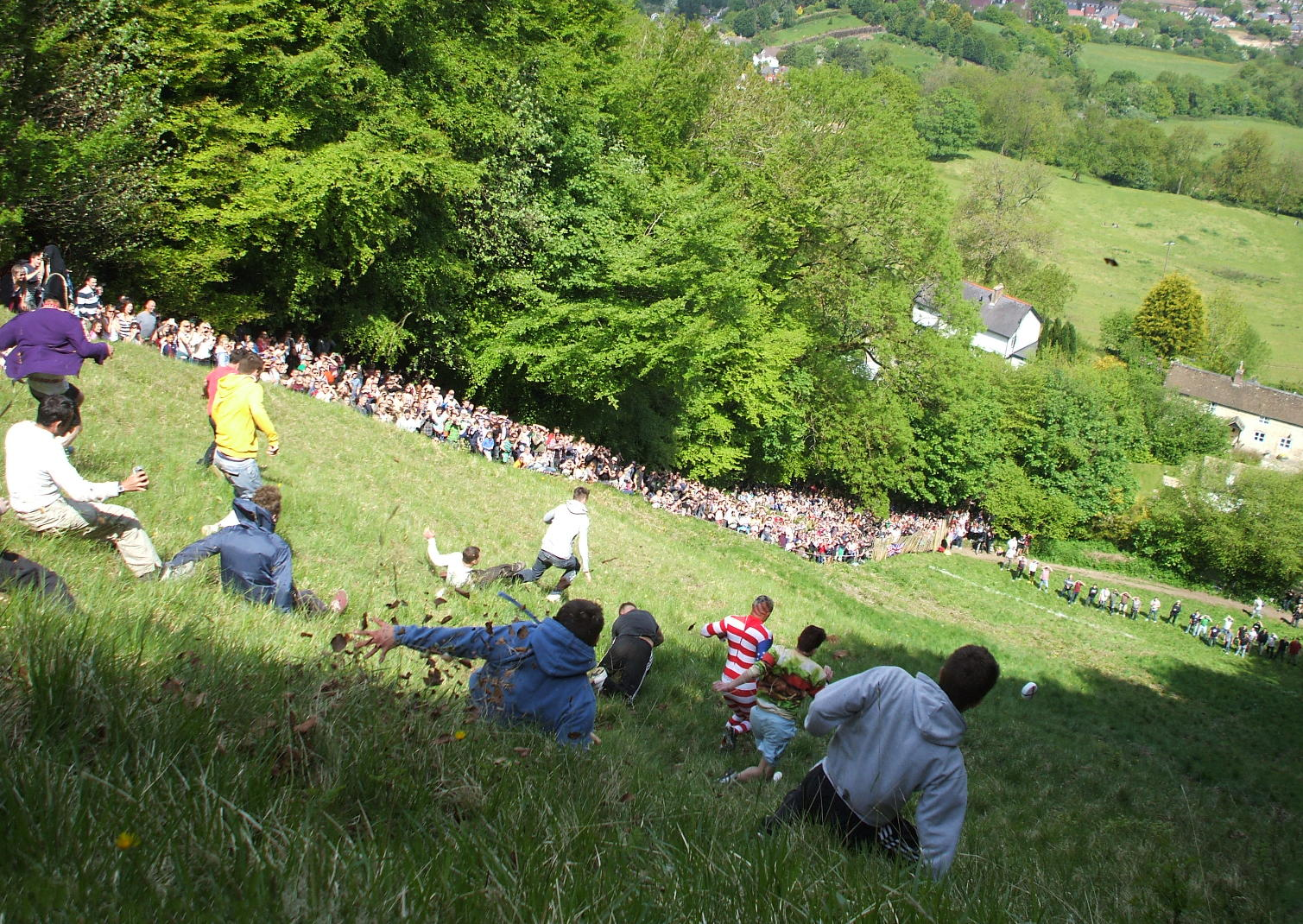
Corrida de 2013; em cada evento, há baterias, ou seja, grupos de pessoas que irão tentar ganhar o queijo (devido ao grande número de pessoas que participam, é preciso haver uma divisão). No final da colina, lá embaixo, há sinais da câmara municipal solicitando que, para evitar a erosão dos solos, as pessoas não caminhem sobre a face da colina. Esses sinais são removidos para o evento anual.

Corrida do Queijo (oficialmente The Cooper's Hill Cheese Rolling and Wake) é um evento anual realizado no mês de maio em Cooper's Hill, perto de Cheltenham e Gloucester. na região de Cotswolds, na Inglaterra. Foi tradicionalmente feita pelo e para o povo de Brockworth, um vilarejo local, mas têm participado pessoas do mundo todo.
Em cada evento, realizam-se diversas corridas. Do alto da colina em que ocorre o evento, são lançados sucessivamente diversos queijos de Gloucester, em formato redondo (um por cada corrida), por um convidado. Os queijos descem a colina rolando e os concorrentes precisam então descer o monte a correr para os alcançarem. A primeira pessoa a chegar à linha da chegada na parte de baixo da colina ganha o queijo. Teoricamente, os concorrentes deveriam tentar apanhar o queijo, mas como este parte com avanço e pode alcançar velocidades de cerca de 112 km/h (o suficiente para derrubar e ferir espectadores, como aconteceu em 1997), isso raramente acontece.
Informações históricas e ao mesmo tempo precisas sobre como surgiu a corrida do queijo são díficeis de estabelecer, mas a tradição sustenta que tem pelo menos 200 anos de idade. Há propostas que dizem que o evento remonta ao tempo da Britânia, quando província romana, ou de um ritual pagão de cura, mas não existem provas disso.

## Lesões
Devido à superfície irregular do morro, ocorrem geralmente lesões corporais, que vão desde pequenos arranhões a fraturas ósseas e concussões. Para isso, há uma equipe de primeiros socorros (a St. John Ambulance) na parte de baixo da colina, com um grupo de voluntários que salvam e levam os participantes de maca ou de outra forma a carros de ambulância, caso seja necessário.
Todos os anos o evento se torna mais e mais popular entre os participantes provenientes de todo o mundo para competir ou mesmo simplesmente para assisti-lo.